# Giovanni Guzzetta
Giovanni Guzzetta (Messina, 16 maggio 1966) è un giurista italiano.

## Biografia
Presidente nazionale della FUCI (Federazione Universitaria Cattolica Italiana) dal 1987 al 1990, consegue la laurea in Giurisprudenza presso l'Università degli studi di Roma Tor Vergata. Tra i suoi maestri figurano Pierfrancesco Grossi e Antonio D'Atena. 
Ha svolto attività di ricerca in diritto costituzionale presso l'European University institute, dove ha successivamente conseguito il Ph.D.. Si è specializzato a lungo all'estero, soprattutto negli Stati Uniti, Germania e Inghilterra. 
Dopo aver insegnato istituzioni di diritto pubblico presso la facoltà di sociologia dell'Università di Trento, è divenuto professore ordinario della stessa materia presso l'Università degli Studi di Roma Tor Vergata, nonché titolare della cattedra "Jean Monnet" in Costitutional Trends in European Integration nel medesimo ateneo. 
Costituzionalista, è professore ordinario di Istituzioni di diritto pubblico presso il Dipartimento di Diritto Pubblico dell'Università degli Studi di Roma Tor Vergata dal 2005. 
Presidente del comitato promotore dei referendum abrogativi del 2009 sulla legge elettorale, ha elaborato i quesiti referendari per cui si è votato il 21 e 22 giugno 2009 ed è stato, nel 1993, l'ideatore, insieme a Serio Galeotti, dei quesiti per il referendum sulla legge elettorale. 
È coautore con il collega Francesco Saverio Marini di un manuale di diritto pubblico italiano ed europeo, nonché autore di diverse monografie e saggi.
Il 20 febbraio 2010, a Roma, Giovanni Guzzetta e una trentina di altri soci fondatori hanno dato vita all'associazione Scelgo l'Italia, un nuovo soggetto politico di ispirazione liberale.
Nel giugno 2011 è stato scelto come capo di gabinetto da Renato Brunetta, Ministro per la funzione pubblica del IV Governo Berlusconi.
Dal 2012 al 2018 è stato membro e Presidente del Collegio garante della costituzionalità delle norme della Repubblica di San Marino e, dal 2016, ne è presidente.
Il 18 settembre 2013 è stato eletto, dal Senato della Repubblica Italiana, membro del Consiglio di presidenza della giustizia amministrativa, di cui è stato anche vicepresidente.
Fellow della Von Humvoldt Stiftung Archiviato il 9 febbraio 2017 in Internet Archive., è autore di decine di articoli e volumi, tra cui da ultimo: (con F.S. Marini) Lineamenti di diritto pubblico italiano ed europeo, Torino Giappichelli 2015, La contaminazione costituzionale del diritto europeo, Torino, Giappichelli 2015; Italia si cambia. Identikit della riforma costituzionale, Soveria Mannelli, Rubbettino, 2016.
È stato coordinatore del comitato InsiemeSicambia per il sì al referendum sulla riforma costituzionale del 2016. 
È stato vicepresidente del comitato direttivo della Scuola superiore della magistratura italiana.
Il 30 novembre 2018 è stato nominato dirigente, a capo quindi, del Tribunale Unico e Commissariale della Repubblica di San Marino.
Il 24 luglio 2020 è cessato dall'incarico di Dirigente del Tribunale Unico di San Marino a seguito di annullamento in autotutela della sua nomina da parte del Consiglio Giudiziario Plenario. La delibera è stata impugnata e il relativo giudizio pende presso la giurisdizione di San Marino.

## Opere
- Il diritto costituzionale di associarsi. Libertà, autonomia, promozione, Giuffrè, 2003 ISBN 8814105979.
- Costituzione e regolamenti comunitari, Giuffrè, 1994 ISBN 8814050937.
- Questioni costituzionali del governo europeo, Cedam, 2004.
- Lezioni di diritto pubblico italiano e comunitario, Giappichelli, 2004 ISBN 9788834844311 (con Francesco Saverio Marini).
- (a cura di), La nuova Costituzione europea, Cedam, 2005.
- Diritto pubblico italiano ed europeo, Giappichelli, 2006 ISBN 8834864670 (con Francesco Saverio Marini).
- Italia, ultima chiamata, Rizzoli, 2006, ISBN 8817021490
- Italia si cambia, Rubbettino, 2016, ISBN 9788849848786
- La Repubblica transitoria, Rubbettino, 2018, ISBN 9788849854862.